# Filattiera
Filattiera es un municipio italiano situado en la provincia de Massa y Carrara, en Toscana. Tiene una población estimada, a fines de marzo de 2025, de 2142 habitantes.

## Evolución demográfica
| Gráfica de evolución demográfica de Filattiera entre 1861 y 2025 |
|                                                                  |
| Fuente: ISTAT - Elaboración gráfica de Wikipedia                 |